# Armenia Edizioni
Armenia Edizioni è una casa editrice italiana fondata da Giovanni Armenia nel 1972.
Nello stesso anno di fondazione, avvia a giugno la rivista Arcana, "Mensile del mondo occulto e misterioso", che in quel dicembre diverrà Gli Arcani; la pubblicazione terminerà nel dicembre 1981.
Dopo un avvio editoriale connesso, esclusivamente, coi temi della parapsicologia, dello spiritismo e delle scienze occulte contemporanee, dalla metà degli anni settanta la casa editrice si è dedicata a pubblicare anche narrativa di fantascienza, per questo genere varando inoltre il celebre mensile Robot, con la direzione di Vittorio Curtoni, dal 1976 al 1979; seguito dalla rivista Aliens, dal 1979 al 1980, la cui chiusura decreta il ritiro dell'editore dal campo fantascientifico nel corso del decennio successivo.
Dagli anni novanta Armenia si è orientata su due filoni tematici: quello della narrativa fantastica, soprattutto fantasy, e quello inerente l'astrologia e la New Age. Nel catalogo Armenia vi sono testi sia sulle filosofie orientali e sullo stile di vita e i metodi di cura ad esse collegati, sia libri di psicologia e pedagogia: in particolare Armenia pubblica per il mercato di lingua italiana le opere sul pensiero positivo di Louise Hay.
L'azienda ha fatto ricorso alla cassa integrazione straordinaria nel 2013 e a riduzioni d'orario ed è stata messa in liquidazione a gennaio 2014.
Da gennaio 2015 il Gruppo Editoriale Armenia, diventato Armenia srl, è stato acquisito da Il Castello Editore e Rusconi Libri e la casa editrice ha ripreso le pubblicazioni.

## Fantasy
Nel campo della narrativa fantastica, Armenia è stata una delle prime case editrici in Italia ad aver pubblicato romanzi di fantasy. Tra i cicli più importanti, i romanzi dedicati ai mondi di Dragonlance e Forgotten Realms e la saga di Malazan. Fra gli autori pubblicati, gli statunitensi Margaret Weis, Tracy Hickman, R. A. Salvatore, Jean Rabe, Terry Brooks, Tad Williams, Ed Greenwood e Richard A. Knaak.
Con la ripresa delle attività nel 2015, la casa editrice ha riportato in libreria la ristampa completa e corretta dei primi otto volumi (di dieci) de Il Libro Malazan dei caduti, saga heroic fantasy di successo dell'autore canadese Steven Erikson.